# Мішані ліси Північнокитайської рівнини
Мішані ліси Північнокитайської рівнини (ідентифікатор WWF: PA0424) — палеарктичний екорегіон помірних широколистяних та мішаних лісів, розташований на півночі Центрального Китаю. 

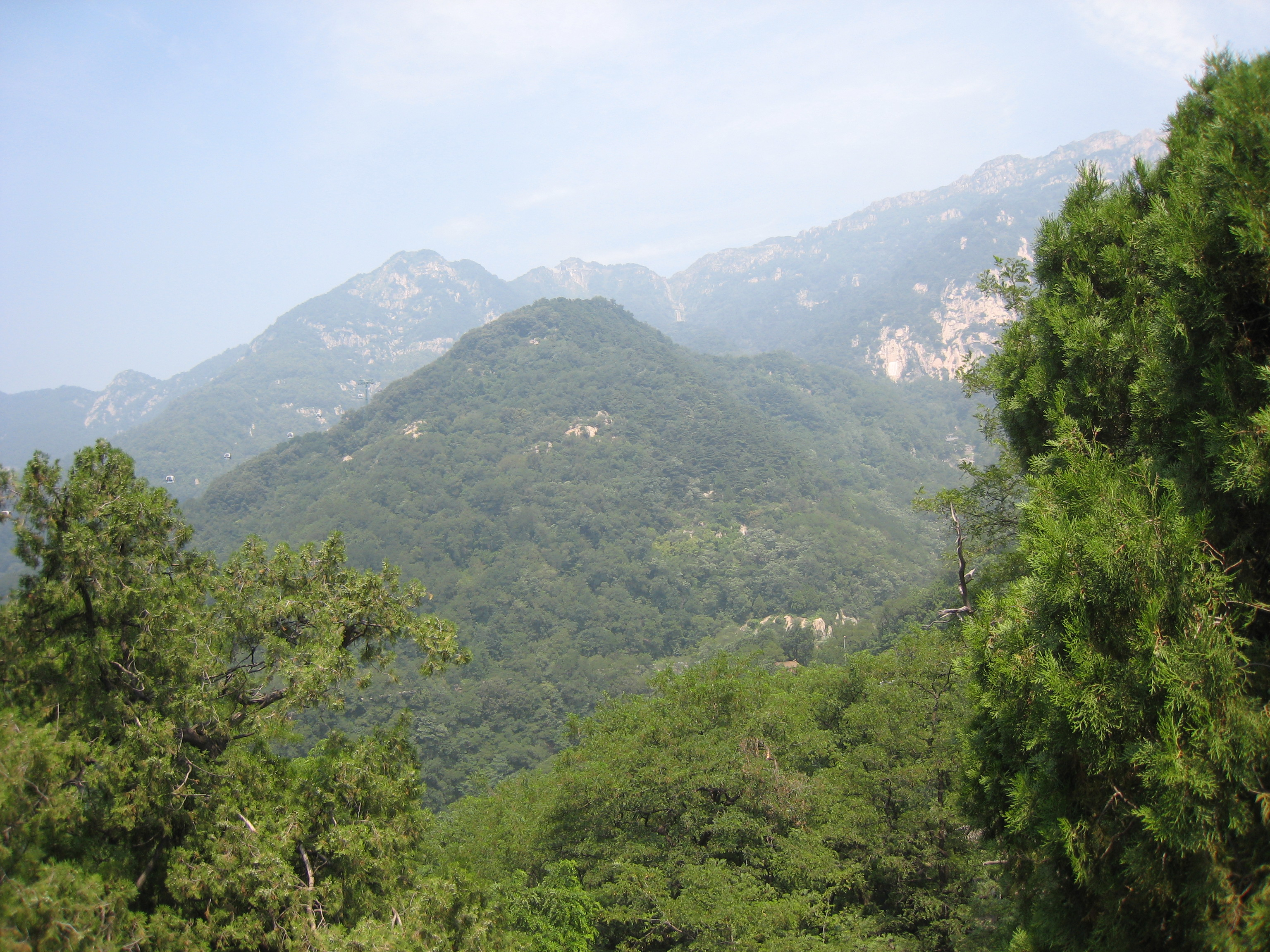
Ландшафт гори Тайшань

## Географія
Екорегіон мішаних лісів Північнокитайської рівнини розташований на території китайських провінцій Хебей, Шаньдун, Хенань і Шеньсі, а також на півдні Шаньсі та на півночі Аньхою та Цзянсу. Він охоплює Велику Китайську рівнину — алювіальну рівнину, сформовану відкладами річок Хуанхе, Хуайхе та Хайхе. На сході регіону розташований Шаньдунський півострів, який розділяє Жовте море та Бохайську затоку. Майже пласкі низовини регіону розташовані в середньому на висоті 50 м над рівнем моря, хоча на південь від Хуанхе та на скелястому півострові Шаньдун розташовані деякі пагорби, які підіймаються на висоту до 300 м над рівнем моря. Найвищою вершиною екорегіону є гора Тайшань висотою 1545 м.
Центральнокитайська рівнина, розташована в нижній течії Хуанхе, є "колискою" китайської цивілізації і одним з найбільш густонаселених регіонів у світі. Родючі алювіальні ґрунти регіону сприяли розвитку сільського господарства. Більшість лісів регіону протягом тисячоліть були знищені та перетворені на сільськогосподарські угіддя.
На півночі екорегіон переходить у мішані ліси Лесового плато, на південному заході — у листяні ліси Ціньліню, а на півдні — у вічнозелені ліси Чанцзянської рівнини. В прибережних районах на сході екорегіону поширені солончакові луки Бохайської затоки та солончакові луки Жовтого моря.

## Клімат
В межах екорегіону переважає вологий континентальний клімат (Dwa за класифікацією кліматів Кеппена), який характеризується спекотним і вологим літом та холодною, малосніжною зимою. Влітку температура може перевищувати 30 °C, а взимку опускається нижче 0 °C. Середньорічна кількість опадів становить 500-700 мм.

## Флора
Раніше на території екорегіону були поширені широколистяні та мішані ліси, однак наразі вони майже повністю знищені. Залишки первинного лісового покриву збереглися переважно у горбистих районах, зокрема на півострові Шаньдунь. В цих лісах переважають листопадні породи дубів, зокрема найгостріші дуби (Quercus acutissima) та китайські коркові дуби (Quercus variabilis). Також в них зустрічаються в'язи (Ulmus spp.), китайські фісташки (Pistacia chinensis) та червоні китайські сосни (Pinus tabuliformis). В горах у внутрішній частині регіону поширені мішані ліси, в яких переважають червоні китайські сосни (Pinus tabuliformis) та китайські східні туї (Platycladus orientalis). У вторинних лісах регіону переважають червоні японські сосни (Pinus densiflora).
Північно-східна частина Шаньдунського півострова у плейстоцені, коли рівень моря був нижчий, сполучалася з Ляодунським півостровом у Маньчжурії. Сьогодні тут все ще зустрічаються деякі дерева, характерні для Північно-Східного Китаю, зокрема монгольські дуби (Quercus mongolica), липи (Tilia spp.) та різнолиста ліщина (Corylus heterophylla). У вторинних лісах Шаньдуню переважають місцеві хвойні дерева, зокрема білі китайські сосни (Pinus armandii) та червоні китайські сосни (Pinus tabuliformis), або інші види сосни (Pinus spp.) та модрини (Larix spp.), які були інтродуковані з інших регіонів.

## Фауна
Серед поширених в екорегіоні ссавців слід відзначити вовка (Canis lupus), уссурійського єнота (Nyctereutes procyonoides), звичайну лисицю (Vulpes vulpes), гірського куона (Cuon alpinus), бенгальського кота (Prionailurus bengalensis), китайського горала (Naemorhedus griseus), карликову кабаргу (Moschus berezovskii), японського оленя (Cervus nippon mandarinus), дику свиню (Sus scrofa), азійського борсука (Meles leucurus), зайця-толая (Lepus tolai) та макаку-резуса (Macaca mulatta). В горах регіону зустрічаються дуже рідкісні північнокитайські леопарди (Panthera pardus orientalis).
Серед поширених в екорегіоні птахів слід відзначити китайського мікадо (Syrmaticus reevesi), кремовогорлого кеклика (Alectoris chukar), євразійську дрохву (Otis tarda), чорноголового ополовника (Aegithalos glaucogularis), буру сутору (Suthora webbiana), чорноголову вивільгу (Oriolus chinensis), китайського окулярника (Zosterops simplex), сірого шпака (Spodiopsar cineraceus), болотяну гаїчку (Poecile palustris), далекосхідну синицю (Parus minor) та жовточереву синицю (Pardaliparus venustulus). На водно-болотних угіддях регіону зустрічаються мандаринки (Aix galericulata), китайські крехи (Mergus squamatus), лебеді-кликуни (Cygnus cygnus) та японські журавлі (Grus japonensis).
У водно-болотних угіддях регіону, а також на його ставках та рисових полях зустрічаються прибережні жаби (Fejervarya limnocharis), північні калоули (Kaloula borealis) та східні золоті жаби (Pelophylax plancyi). Серед поширених в екорегіоні плазунів слід відзначити пекінського гекона (Gekko swinhonis), монгольську ящурку (Eremias argus), ордоську ящурку (Eremias brenchleyi), п'ятисмугого синьохвостого сцинка (Plestiodon elegans), двоплямистого полоза (Elaphe bimaculata), візерункового полоза (Elaphe dione), червоноспинного полоза (Oocatochus rufodorsatus), смугастого полоза (Orientocoluber spinalis), тигрового вужа (Rhabdophis tigrinus), китайську ставкову черепаху (Mauremys reevesii) та китайську м'якотілу черепаху (Pelodiscus sinensis).

## Збереження
Оцінка 2017 року показала, що 14 154 км², або 5 % екорегіону, є заповідними територіями. Природоохоронні території включають: Національний парк Тайшань, Національний парк Суншань та Природний заповідник Нансі-Ху.